# Енріко де Нікола
Енріко де Нікола (італ. Enrico De Nicola; 9 листопада 1875, Неаполь — 1 жовтня 1959, Торре-дель-Греко) — італійський юрист, журналіст, політик, перший президент Італійської Республіки в 1948 році.

## Біографія
Енріко де Нікола народився в Неаполі і отримав популярність як успішний адвокат.
В 1896 році закінчив Неаполітанський університет з дипломом юриста.
Працював репортером і головним редактором «Don Marzio» у Неаполі, обирався головою Ради Колегії адвокатів Неаполя.
З 1907 року — муніципальний радник Неаполя.
Вперше був обраний депутатом Палати депутатів Італійського Королівства в 1909 році. В 1913, 1919 і 1921 роках переобирався депутатом.
З 27 листопада 1913 по 19 березня 1914 рік — державний унтерсекретар Міністерства колоній.
З 19 січня по 23 червня 1919 рік — державний унтерсекретар Міністерства фінансів.
З 26 червня 1920 року по 7 квітня 1921 рік і з 11 червня 1921 року по 25 січня 1932 рік — Голова Палати депутатів Італійського Королівства.
Після приходу до влади фашистів припинив політичну діяльність. Король Віктор Емануїл III призначив його сенатором в 1929 році. Однак Енріко де Нікола ніколи не брав участі в роботі Сенату. З 27 грудня 1929 року по 19 січня 1934 рік — член Комісії у справах Верховного Суду, а з 17 квітня 1939 року по 28 січня 1940 рік — член Комісії з внутрішніх справ і юстиції.
В 1943 році, після повалення фашистського режиму, стає одним з найвпливовіших посередників у процесі передачі влади синові короля принцу Умберто.
Після проголошення республіки 1946 року Конституційна Асамблея обрала його тимчасовим главою держави. У першому колі голосування 28 червня 1946 року де Нікола набрав 80 % голосів.
З 28 червня 1946 року по 31 грудня 1947 рік — тимчасовий глава держави.
25 червня 1947 року подав у відставку, посилаючись на поганий стан здоров'я. Однак Конституційна асамблея переобрала його тимчасовим главою держави на наступний же день.
З 1 січня 1948 року, після набуття чинності Конституції Італії, займана де Ніколою посада стала офіційно називатися «Президент Італійської Республіки». Згодом він відкинув пропозицію балотуватися на посаду президента на наступних виборах, які проходили в травні 1948 року.
З 11 травня 1948 року — довічний сенатор (як перший президент держави).
З 28 квітня 1951 року по 24 червня 1952 рік — голова Сенату Італійської Республіки.
З 15 грудня 1955 року по 26 березня 1957 рік — суддя Конституційного суду Італії, а з 23 січня 1956 по 26 березня 1957 року — голова цього суду.
Помер 1 жовтня 1959 року в Торре-дель-Греко.

## Нагороди
- Великий хрест на ланцюзі ордена «За заслуги перед Італійською Республікою» (5 червня 1956 року)[4]
- Великий хрест ордена Святих Маврикія та Лазаря (9 квітня 1922 року)
- Командор ордена Святих Маврикія і Лазаря (18 січня 1914 року)
- Командор ордена Корони Італії (10 вересня 1912 року
- Офіцер ордена Корони Італії (28 липня 1911 року)
- Кавалер ордена Корони Італії (17 березня 1907 року)